# Rokhas
Rokhas est une plateforme numérique officielle gérée par le Gouvernement du Maroc, dédiée à la gestion et à la délivrance de permis administratifs, notamment dans les domaines de l’urbanisme et des activités économiques. Elle a pour objectif de simplifier les procédures administratives et de renforcer la transparence,.

## Historique
La plateforme a été lancée en 2019 dans le cadre des initiatives de transformation numérique engagées par l’État marocain, dans le but de moderniser l’administration publique et d’améliorer la qualité des services rendus aux citoyens. Le développement de Rokhas s’inscrit dans les efforts visant à promouvoir la bonne gouvernance à travers l’usage des technologies de l’information.